# Mint Hill
Mint Hill és una població dels Estats Units a l'estat de Carolina del Nord. Segons el cens del 2007 census tenia 18.462 habitants.

## Demografia
Segons el cens del 2000, Mint Hill tenia 14.922 habitants, 5.581 habitatges i 4.431 famílies. La densitat de població era de 271,4 habitants per km².
Dels 5.581 habitatges en un 33,9% hi vivien nens de menys de 18 anys, en un 68,9% hi vivien parelles casades, en un 7,4% dones solteres, i en un 20,6% no eren unitats familiars. En el 16,4% dels habitatges hi vivien persones soles el 5,2% de les quals corresponia a persones de 65 anys o més que vivien soles. El nombre mitjà de persones vivint en cada habitatge era de 2,67 i el nombre mitjà de persones que vivien en cada família era de 2,98.
Per edats la població es repartia de la següent manera: un 24,3% tenia menys de 18 anys, un 7,1% entre 18 i 24, un 28,5% entre 25 i 44, un 29,8% de 45 a 60 i un 10,3% 65 anys o més.
L'edat mediana era de 39 anys. Per cada 100 dones de 18 o més anys hi havia 95,8 homes.
La renda mediana per habitatge era de 60.822 $ i la renda mediana per família de 67.055 $. Els homes tenien una renda mediana de 45.368 $ mentre que les dones 30.467 $. La renda per capita de la població era de 26.487 $. Entorn del 2,9% de les famílies i el 4,8% de la població estaven per davall del llindar de pobresa.

## Poblacions més properes
El següent diagrama mostra les poblacions més properes.